# Yes (Ben & Tan)
Yes (reso graficamente come YES) è un singolo del duo musicale danese Ben & Tan, pubblicato l'8 marzo 2020 su etichetta discografica The Arrangement. Il brano è scritto da Emil Lei, Jimmy Jansson e Linnea Deb.
Con Yes il duo ha preso parte al Dansk Melodi Grand Prix 2020, la competizione canora danese utilizzata come processo di selezione per l'Eurovision Song Contest 2020, grazie alla loro vittoria alla preselezione radiofonica per il programma. Nella finale del 7 marzo, dopo essere risultati fra i tre più votati dal pubblico e dalla giuria nella prima fase, hanno vinto il televoto nella finalissima a tre con il 61% del totale dei voti, diventando di diritto i rappresentanti eurovisivi danesi a Rotterdam, nei Paesi Bassi.

## Tracce
1. Yes – 3:00
2. Yes (Versione acustica) – 3:01

## Classifiche
| Classifica (2020) | Posizione massima |
| ----------------- | ----------------- |
| Danimarca         | 30                |